# Alfons Perlick
Alfons Perlick (né le 13 juin 1895 à Ossen, arrondissement de Groß Wartenberg (de) et mort le 24 septembre 1978 à Wegscheid-Thurnreuth) est un pédagogue allemand et un folkloriste local spécialisé dans la Haute-Silésie.

## Biographie
Alfons Perlick est le fils d'un directeur de banque. Il suit une formation d'enseignant à l'école normale de Proskau. Après avoir participé à la Première Guerre mondiale de 1914 à 1917, il travaille d'abord comme enseignant à Rokittnitz (pl) près de Beuthen. Perlick étudie ensuite le folklore à l'Université de Hambourg et, de 1921 à 1924, à Berlin. Il devient maître de conférences (1930) et professeur (1935 à 1945) avec le poste d'enseignant d'histoire locale et de folklore à l'Académie pédagogique/École pédagogique (de) de Beuthen en Haute-Silésie, conservateur au Musée d'État de Haute-Silésie et directeur de l'Office d'État de Silésie pour le folklore à Beuthen (1937 à 1945). À partir de 1946, il est professeur d'études locales et mondiales à l'Académie pédagogique de Dortmund (de) et prend sa retraite en 1960,.
De 1954 à 1979, il est rédacteur des « Mitteilungen des Beuthener Geschichts- und Museumsvereins » (fondée en 1910), dont il est président depuis 1929 et dont il déménage le siège à Dortmund, et de 1955 à 1965, il publie le « Jahrbuch für Volkskunde und Heimatvertrieben”.
En 1952, Perlick devient directeur du Centre de recherche est-allemand en Rhénanie-du-Nord-Westphalie et dirige le Centre de recherche est-allemand en Westphalie de 1952 à 1973.

## Prix
- 1943 : Plaque Gau pour la recherche régionale de Haute-Silésie
- 1960 : Plaque Eichendorff (de) de l'Œuvre culturelle des Allemands expulsés (plus tard Œuvre culturelle Ouest-Est)
- 1960 : Plaque Agnes-Miegel du Cercle de Tatenhausen et de la Société Agnes-Miegel (de)
- 1968 : Médaille Gerhart Hauptmann pour les personnes déplacées de Waldenburg
- 1968 : Prix culturel Georg-Dehio (de)
- 1968 : Croix fédérale du Mérite de 1re classe
- 1970 : Prix culturel de Haute-Silésie

## Distinctions
- Croix d'officier de l'ordre du Mérite

## Œuvres (sélection)
- Materialien für Heimatkunde des Dorfes Rokittnitz (Krs. Beuthen), Verlag des Oberschlesischen Museums in Gleiwitz 1919
- Sagen der Stadt Beuthen, Heimatstelle Beuthen OS, 1926
- Sagen aus unseren Drama-Dörfern, Heimatstelle Beuthen OS, 1926
- Der Hase in der oberschlesischen Volkskunde, Museum, Beuthen, 1927
- Heuschreckenschwärme in Schlesien, Beuthener Geschichts- und Museumsverein, Beuthen OS, 1931
- Oberschlesische Berg- und Hüttenleute. Lebensbilder aus dem oberschlesischen Industrierevier. Holzner, Kitzingen/Main, 1953, DNB 453735495
- Sitte und Brauch in Oberschlesien. Ein volkstümlicher Abriß zu ihrer Kenntnis und Pflege, Landsmannschaft der Oberschlesier, Bonn, 1963

en tant qu'éditeur
- Landeskunde des oberschlesischen Industriegebietes. Ein heimatwissenschaftliches Handbuch, Schlesien-Verlag, Breslau, 1943 [1944]
- Oberschlesische Berg- und Hüttenleute. Lebensbilder aus dem oberschlesischen Industrierevier, Holzner, Kitzingen/Main, 1953
- Eichendorff und Nordrhein-Westfalen. Beiträge zu einer regionalen Eichendorff-Kunde, Dietz, Dortmund-Bövinghausen, 1960
- Beuthen O/S. Ein Heimatbuch des Beuthener Landes, Recklinghausen 1962 (2., erg. Aufl., Laumann, Dülmen, 1982,  (ISBN 3-87466-044-3))
- „Mitteilungen des Beuthener Geschichts- und Museumsvereins“ (H. 15/16: 1954 – 34/41: 1979)
- „Jahrbuch für Volkskunde der Heimatvertriebenen“ (Vol. 1: 1955 – 6: 1965)
- Veröffentlichungen der Ostdeutschen Forschungsstelle im Lande Westfalen (Reihe A, Nr. 1/2: 1960 – 26: 1973; Reihe B, Nr. 1: 1959 – 25: 1973)